# Пустовійтівська сільська рада (Глобинський район)
Пустовійтівська сільська рада — колишній орган місцевого самоврядування у Глобинському районі Полтавської області з центром у селі Пустовійтове. Населення сільської ради на 1 січня 2011 року становить 1354 жителі. Раді підпорядковані 2 населені пункти: с. Пустовійтове та с. Балабушині Верби. Село Дикове, що раніше підпорядковувалося сільраді, зняте з обліку рішенням Полтавської обласної ради від 28 серпня 2009 року.

## Географія
Сільська рада розташована у південно-західній частині Полтавської області, за 9 км від райцентру Глобине, за 14 км від залізничної станції по шляху з твердим покриттям, за 20 км ґрунтовою дороги від станції Рублівка, на березі річки Сухий Омельничок розташоване село Пустовійтове. Поділене шляхами та річковими озерцями, ставками і балками. Розташований населений пункт за 120 кілометрів від обласного центру Полтави та за тридцять кілометрів від промислового міста Кременчука.
Сільська рада межує з Обізнівською, Пузиківською сільськими радами та Глобинською міською радою.

## Історія
У Національній книзі пам'яті жертв Голодомору 1932–1933 років в Україні вказано, що 68 жителів села Пустовійтове загинули від голоду.

## Населення
На території Пустовійтівської сільської ради розташовано 2 населені пункти з населенням на 1 січня 2011 року 1236 осіб. Село Дикове, що раніше підпорядковувалося сільраді, зняте з обліку рішенням Полтавської обласної ради від 28 серпня 2009 року.
| № | Назва села          | 2001 чол. | 2011 чол. |
| - | ------------------- | --------- | --------- |
| 1 | с. Пустовійтове     | 1283      | 1164      |
| 2 | с. Балабушині Верби | 218       | 190       |
|   | всього              | 1501      | 1354      |

## Влада
- Сільські голови[1]:
Ставний Микола Володимирович
- 16 депутатів сільської ради[1]:
  1. Яременко Микола Миколайович
  2. Пальоха Олександр Миколайович
  3. Ковтунович Наталія Олександрівна
  4. Рокитна Ніна Петрівна
  5. Гасан Леонід Вікторович
  6. Лановий Андрій Іванович
  7. Риженко Роман Васильович
  8. Короп Сергій Миколайович
  9. Тарасюк Любов Володимирівна
  10. Замикула Василь Васильович
  11. Тарасов Микола Григорович
  12. Калішенко Іван Вололимирович
  13. Артюх Олександр Іванович
  14. Малько Віра Григорівна
  15. Тритяк Борис Григорович
  16. Донченко Віктор Михайлович

## Економіка
Виробнича спеціалізація підприємств розташованих на території Пустовійтівської сільської ради: виробництво зерна і технічних культур.
| № | Назва підприємства                                 | П. І. П. керівника               |
| - | -------------------------------------------------- | -------------------------------- |
| 1 | ВП АФ «Пустовійтове» ТОВ ІПК «Полтавазернопродукт» | Шкуренко Олександр Олександрович |
| 2 | Голова правління ПАТ «Агрокомплекс»                | Донченко Катерина Степанівна     |

## Інфраструктура
На території сільської ради працюють:
- дитячий садок
- школа І-ІІІ ступенів
- амбулаторія загальної практики сімейної медицини
- ФП
- будинок культури
- функціонує сільська бібліотека

## Особистості
Серед уродженців села — Герой Радянського Союзу Василь Хильчук, І. І. Бердник кавалер ордена Червоного Прапора, учасник Параду Перемоги на Красній Площі в Москві. Герої Соціалістичної Праці Р. Ф. Грущенко , А. Ю. Панченко,П. А. Хрей.